# Galambos Szilveszter
Galambos Szilveszter, eredeti neve: Glattstein György (Budapest, 1927. május 24. – Budapest, 2018. március 13.) magyar humorista.

## Életpályája
Édesapja felvidéki vallásos zsidó volt, édesanyja hívő katolikus. A polgári iskola befejezése után foglalkozások sokaságával próbálkozott, ismerkedett meg. Hosszabb rövidebb ideig volt bőrdíszműves, kórházi betegszállító-ápoló, triciklis kifutó, ügynök, mozgó trafikos a Népstadionban, statiszta a Néphadsereg Színházban, amatőr színész alkalmi társulatokban. 1950 őszén került a Színházművészeti Főiskolára. Évfolyamtársa volt – többek között – Domján Edit, Kaló Flórián, Gelley Kornél. Három hónap után befejezte, feladta az iskolát („Három hónapig bírtam az iramot, tovább nem. Reggeltől estig tanulni nem nekem való.”). Tovább járta az országot alkalmi ismeretlen színészekkel. Titokban tartottak előadásokat istállókban, csűrökben, mivel Rákosiék rendőrsége üldözte és bezárta azokat, akik engedély nélkül játszottak. Az 1956-os forradalom után két évvel került a Ludas Matyihoz, ahol negyven évig dolgozott, a „Szilánkok” című rovatában körülbelül harmincezer aforizmát és pár mondatos szösszenetet alkotott. Harminc éven keresztül kerültek adásba jelenetei a rádiókabaréban.
A Marton Frigyes, Kaposy Miklós és Szilágyi György által alapított Rádió Kabarészínháznak is oszlopos tagja volt. Állandó szerzője volt a Vidám Színpadnak, a Kamara Varietének, az Irodalmi Színpadnak és az ORI-nak is. A közönségkapcsolatai is állandóan élők maradtak. A  Humor Klub tagjaival rendületlenül járta az országot.

## Művei
- Szilánkok. A Ludas Matyi legjobb aforizmái 1958-93 között; Ars Universum Kft., Bp., 2015[4]

Szerepelt  különféle válogatásokban, humor antológiákban:
- Rádiókabaré (1975) ISBN 963 223 054 X
  - Idill az SZTK-ban
  - Reklámok. Szerzőtársai: Ősz Ferenc, Peterdi Pál, Soós András, Szilágyi György
  - Az ószeres